# Gerrit Kastein

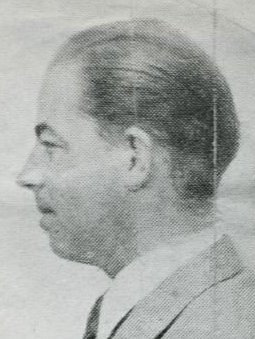
Gerrit Kastein (vor 1943)

Gerrit Willem Kastein (* 25. Juni 1910 in Zutphen; † 21. Februar 1943 in Den Haag) war ein niederländischer Neurologe, Interbrigadist und kommunistischer Widerstandskämpfer während der deutschen Besatzung des Landes im Zweiten Weltkrieg.

## Bis 1940
Gerrit Kastein wurde als ältester Sohn von Albertus Gerhardus Kastein und Gerdina Leurink geboren. Er studierte Medizin an der Reichsuniversität Groningen, der Ruprecht-Karls-Universität Heidelberg sowie an der Universität Leiden und wurde Neurologe. 1937 promovierte er zum Thema Eine Kritik der Ganzheitstheorien. Verheiratet war er mit der Deutschen Elisabeth Sachse; das Ehepaar hatte zwei Kinder.
In den 1930er Jahren trat Kastein zunächst der Onafhankelijke Socialistische Partij (OSP) und später der Communistische Partij van Nederland (CPN) bei. Er half, Kommunisten aus Deutschland heraus zu schmuggeln und war Redakteur der CPN-Zeitschrift Politiek en Cultuur. Er engagierte sich gegen Rassismus und verfasste ein Buch zu diesem Thema. Wegen seiner Aktivitäten stand er unter Beobachtung der niederländischen Behörden. Während des Spanischen Bürgerkriegs ging er als Arzt nach Spanien. Anschließend war er in den Niederlanden für die Krankenversicherung De Volharding tätig.

## Im Widerstand
Nach der Kapitulation der Niederlande im Mai 1940 und während der deutschen Besatzung des Landes wurde Gert Kastein im Widerstand aktiv. Er war einer der Mitbegründer der am 17. Mai 1940 gegründeten Den Haager Abteilung der illegalen CPN. Bei dieser Versammlung wurde die Widerstandsgruppe Vonk gegründet. Auch gehörte Kastein zu den Mitbegründern des medizinischen Widerstands. Am 2. September 1941 sollte Kastein erstmals verhaftet werden, doch wurde er gewarnt und konnte untertauchen.
Im weiteren Verlauf des Krieges übernahm er die Leitung der Widerstandsgruppe CS-6, die Anfang 1943 landesweit rund 70 Mitglieder hatte. Den Namen bezog diese Gruppe von der Adresse Corellistraat 6 in Den Haag, wo Mitglieder der Gruppe wohnten. Im Keller des Hauses befand sich das konspirative Hauptquartier, in dem Waffen, Sprengstoff, besondere Telefonleitungen, Kleidungsstücke für Überfälle und Utensilien zur Fälschung von Papieren gelagert wurden. Auf Vorschlag von Kastein beschloss die Gruppe, ihrem Widerstand eine radikale Richtung zu geben: Prominente Niederländer, die mit den Deutschen zusammenarbeiteten, sollten liquidiert werden.
Kastein kooperierte auch mit anderen, nicht-kommunistischen Widerstandsgruppen. Er war im Besitz von Fotos der deutschen Abwehrstellungen entlang der niederländischen Küste, die der niederländischen Regierung in London überbracht werden sollen. Der von den Widerstandsgruppen beauftragte Kurier Anton van der Waals war jedoch ein Doppelagent, der die Filme den deutschen Behörden übergab.
Am 5. Februar 1943 war Kastein gemeinsam mit Jan Verleun an einem Anschlag auf den Generalleutnant Hendrik Alexander Seyffardt beteiligt, einen niederländischen Militär in deutschen Diensten. Seyffardt starb einen Tag später. Beim Prozess gegen Verleun gab dieser an, der inzwischen verstorbene Kastein habe ihn zu diesem Attentat angestiftet. Am 7. Februar 1943 war Kastein an dem Anschlag auf Hermannus Reydon beteiligt, den Leiter des Departements van Volksvoorlichting en Kunsten. Bei diesem Anschlag kam Reydons Frau ums Leben, Reydon selbst starb an den Folgen sechs Monate später.
Diese Liquidationen waren Anlass für eine landesweite Verhaftungswelle, vor allem unter Studenten, auf die mindestens 54 Exekutionen durch das Sonderkommando Silbertanne folgten.

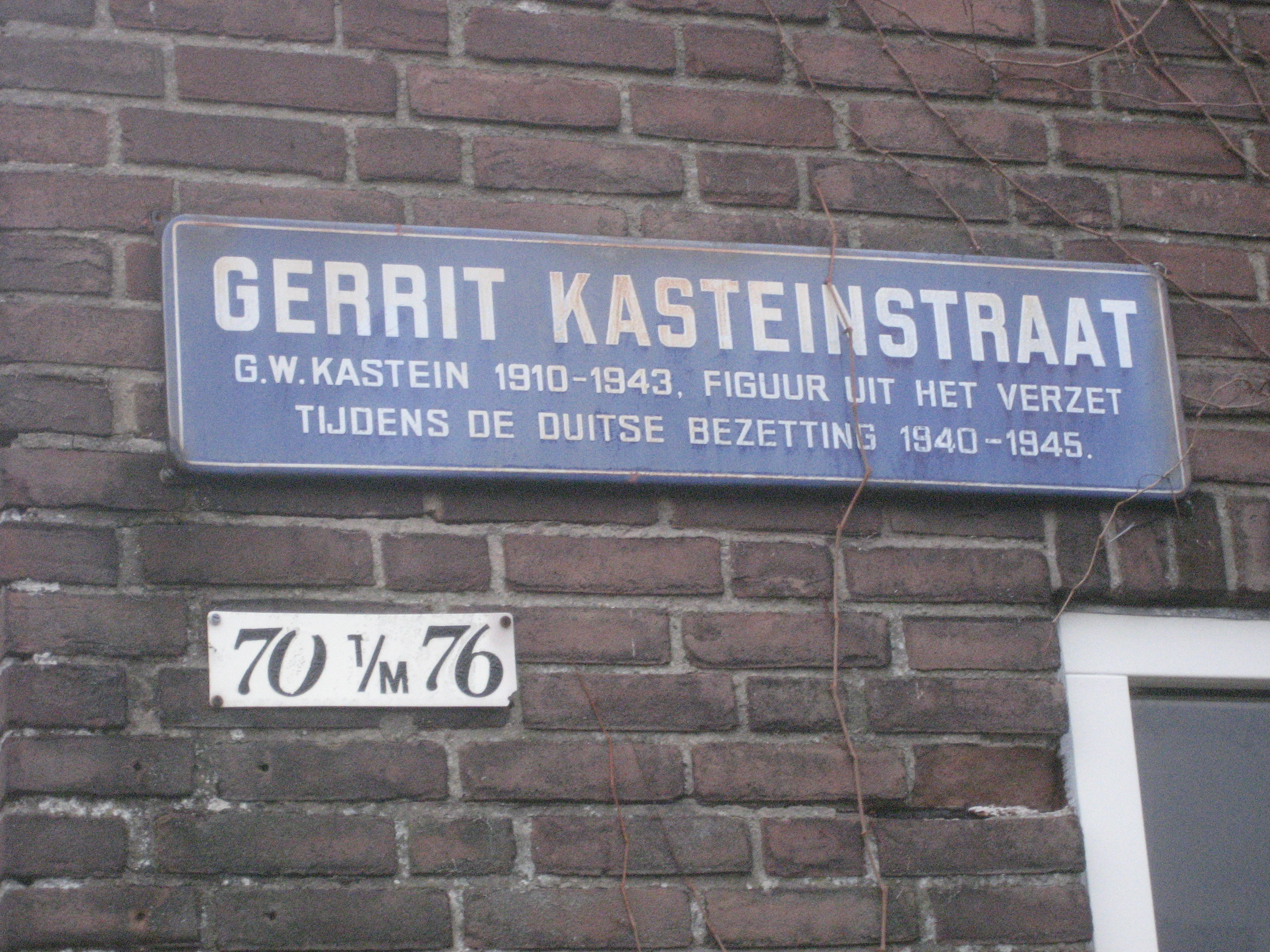
Straßenschild in Leiden

Am 19. Februar 1943 wollte sich Kastein mit dem kommunistischen Widerständler Piet Wapperom in einem Delfter Café treffen. Geplant war, alle Arbeidbureaus in den Niederlanden in Brand zu stecken, um weitere Anwerbungen von Arbeitern nach Deutschland zu verhindern. Wapperom war jedoch schon zuvor vom SD festgenommen und dessen Kalender mit dem Datum des Treffens bei ihm gefunden worden. Er wurde gezwungen, sich im Café an einen Tisch zu setzen, wo er mit einem Besenstiel in einem Hosenbein an einer Flucht gehindert werden sollte. Kastein kam pünktlich zum Treffen und wurde festgenommen; Leiter der Operation war der Leiter der Gestapo von Den Haag, Ernst Knorr. Im Auto kam es zu Handgreiflichkeiten, bei denen Kastein eine Pistole zog und Knorr mit Schüssen verletzte. Er konnte trotzdem festgenommen werden. Er wurde in einen Verhörraum im vierten Stock des Binnenhofs, den Sitz der Gestapo, gebracht, und an einem Stuhl festgebunden. Als er sich mit einem Soldaten allein im Raum befand, stürzte er sich mitsamt dem Stuhl kopfüber aus dem Fenster. Er starb wenige Stunden später an seinen schweren Kopfverletzungen.
Gerrit Kastein wurde 32 Jahre alt. Er liegt auf dem Ereveld Loenen beerdigt.

## Ehrungen
Gerrit Kastein wurde posthum als einer von drei Kommunisten mit dem Verzetskruis geehrt.
Der Raum, aus dessen Fenster sich Kastein 1943 gestürzt hatte, wurde im Juni 2017 nach ihm Gerrit Kasteinkamer genannt. Bei dem Festakt anlässlich der Benennung waren eine seiner Töchter und seine Enkel anwesend. Auch wurde eine Straße in Leiden nach ihm benannt.

## Publikationen
- Eine Kritik der Ganzheitstheorien. Ginsberg, Leiden 1937.
- Het rassenvraagstuk. Pegasus, Amsterdam 1938.
- Posttraumatische neurotische reacties bij verzekerden : diagnostiek, therapie, expertise. De Tijdstroom, Lochem 1940.
- mit Marius Jacob Sirks/Leonard Dooren (Hrsg.): Geneeskunde en erfelijkheid. De Tijdstroom, Lochem 1941.
- Neurotische reacties bij verzekerden. Van Rossen, Amsterdam 1941.